# Aldo Jacovitti
Aldo Jacovitti (Roma, 20 marzo 1923 – Roma, 19 maggio 2016) è stato un politico e imprenditore italiano, Cavaliere del Lavoro e commendatore dell’Ordine di San Gregorio Magno.

## Biografia
Si laureò in Economia e Commercio nel 1945 e fondò, con il padre Nicola,e il fratello Elio, la C.L.A.S.A. (Carburanti Lubrificanti Affini S.p.A.), operante nel settore dei carburanti.
La sua vita fu legata profondamente a Rocca di Cambio in provincia dell'Aquila, paese natale del padre, di cui fu sindaco per tre mandati tra gli anni Cinquanta e Sessanta, lasciando le cariche nel 1964. Nell'altopiano attiguo al paese e noto come Campo Felice, realizzò, a cavallo tra gli anni Sessanta e Settanta, l'omonima stazione sciistica, la più estesa dell'Italia meridionale dopo quella di Roccaraso. Sempre sull'altopiano delle Rocche, a partire dagli anni Ottanta, Jacovitti fu promotore della costruzione della galleria del Serralunga — il tunnel stradale che collega la strada statale 696, passante per Rocca di Cambio, proprio con l'altopiano di Campo Felice e proseguendo con Lucoli e l'autostrada A24 — completata nel 2011.
Nel 1969 il presidente della Repubblica Giuseppe Saragat lo insignì della carica di Cavaliere del Lavoro. Più tardì papa Paolo VI lo nominò commendatore dell'Ordine di San Gregorio Magno.

## Opere
- L'Abruzzo nel cuore. Un progetto ispirato dall'orgoglio delle proprie origini, Editrice Velar, Bergamo, 2006.